# Yue (stat)
Yue (kinesiska: 越國, pinyin: yuègúo) var en stat i Kina som existerade under vår- och höstperioden och de stridande staternas tid i nuvarande Zhejiang. Under vår- och höstperioden låg dess huvudstad i Guiji (会稽), nära den nuvarande staden Shaoxing. Efter erövringen av Wu flyttade kungarna huvudstaden norrut, till Wu (nuvarande Suzhou).
Enligt Sima Qian sade sig dess härskare vara ättlingar till Yu den store och i Guo Yus anteckningar omnämns att deras efternamn var Mi (detsamma som kungarna av Chu).
Kinesiska källor omnämner inte Yue före krigen mot dess norra granne, staten Wu i slutet av 500-talet f.Kr. Efter flera decennier av krig lyckades kung Goujian av Yue krossa och annektera Wu 473 f.Kr. och Yue blev en av de mäktiga staterna i början av de stridande staternas tid.
334 f.Kr. blev staten Yue, under ledning av Wu Jiang, ättling i sjätte generation efter Goujian, slutligen besegrad och annekterad av staten Chu. Wu Jiangs andre son, Ming Di, utnämndes av Chus härskare att administrera en plats vid namn Wu Cheng (nuvarande Wu Xing i Zhejiangprovinsen), som låg söder om Ou Yang Ting (en paviljong), så benämnd eftersom den byggdes på södra och yangsidan (soliga) av Ou Yu-berget, och därför fick titeln Ou Yang Ting Hou (motsvarande markis). Efter att Chu hade kuvats av Qin under de krigande staternas tid 223 f.Kr. avskaffades titeln av Qinkejsaren Ying Zheng. Ättlingarna tog efternamnet Ou, Ouyang eller Ou Hou (numera utdött) för att minnas titeln.
Efter Yues fall flyttade den styrande familjen till Fujian och grundade Minyueriket, som inte föll förrän omkring 150 f.Kr. till Handynastin. Minyuestäder, byggda i sten, har grävts ut i Fujian och gravar, som visar Yues begravningstraditioner har nyligen påträffats.
Staten var berömd för kvaliteten i sina metallarbeten, särskilt svärden. Bland dessa finns bland annat det ytterst välbevarade Goujians svärd och kung Zhou Gous svärd (州勾). Skönheten Xi Shi kom från denna stat.
Yues och Wus ledare var kungar, inte hertigar, eftersom de ansågs som "barbarstater" och inte stod under Zhouhovets beskydd.